# 디스크 유틸리티
디스크 유틸리티(Disk Utility)는 애플이 개발한 시스템 유틸리티 소프트웨어의 하나이다. macOS 운영체제에서 디스크 볼륨 관련 작업을 수행하기 위해 존재한다.

## 기능
다음과 같은 기능을 제공한다.
- 논리 볼륨 이미지의 생성, 변환, 백업, 압축, 암호화
- 디스크 볼륨의 마운트, 마운트 해제, 추출
- 저널링 파일 시스템 활성화 또는 비활성화

## 같이 보기
- 논리 디스크 관리자
- GNU Parted
- Diskpart
- Fdisk